# Conducto inguinal
El trayecto inguinal, canal inguinal o conducto inguinal en los adultos es el paso oblicuo, de unos 4 cm de largo, dirigido inferomedialmente a través de la porción inferior de la pared anterolateral del abdomen. La formación del trayecto se relaciona con el descenso de los testículos durante el desarrollo fetal. Debido a esto se pueden presentar algunas patologías que comprometan la integridad del trayecto. En el caso de una hernia indirecta el bucle intestinal puede pasar al escroto a través del trayecto inguinal
El trayecto inguinal es un canal que se ubica en la región anteroinferior de la cavidad abdominal, por detrás del ligamento inguinal y que tiene su origen posterior en el anillo inguinal profundo y su terminación medial en el anillo inguinal superficial.
El canal inguinal también contiene, en ambos sexos, vasos sanguíneos y linfáticos, y el nervio ilioinguinal. Sin embargo, cabe destacar que las estructuras diferenciales que viajan a través del trayecto son el Ligamento Redondo del útero en la mujer y el Conducto deferente extraperitoneal y los vasos testiculares en el hombre.
Estructuras que pasan por el trayecto inguinal:  cordón espermático (hombres), ligamento redondo (mujeres), rama genital del nervio genitofemoral y los ramos genitales de los nervios iliohipogástrico e ilioinguinal, los cuales muchas veces tienen a fusionarse en uno solo dentro del canal.